# 1687

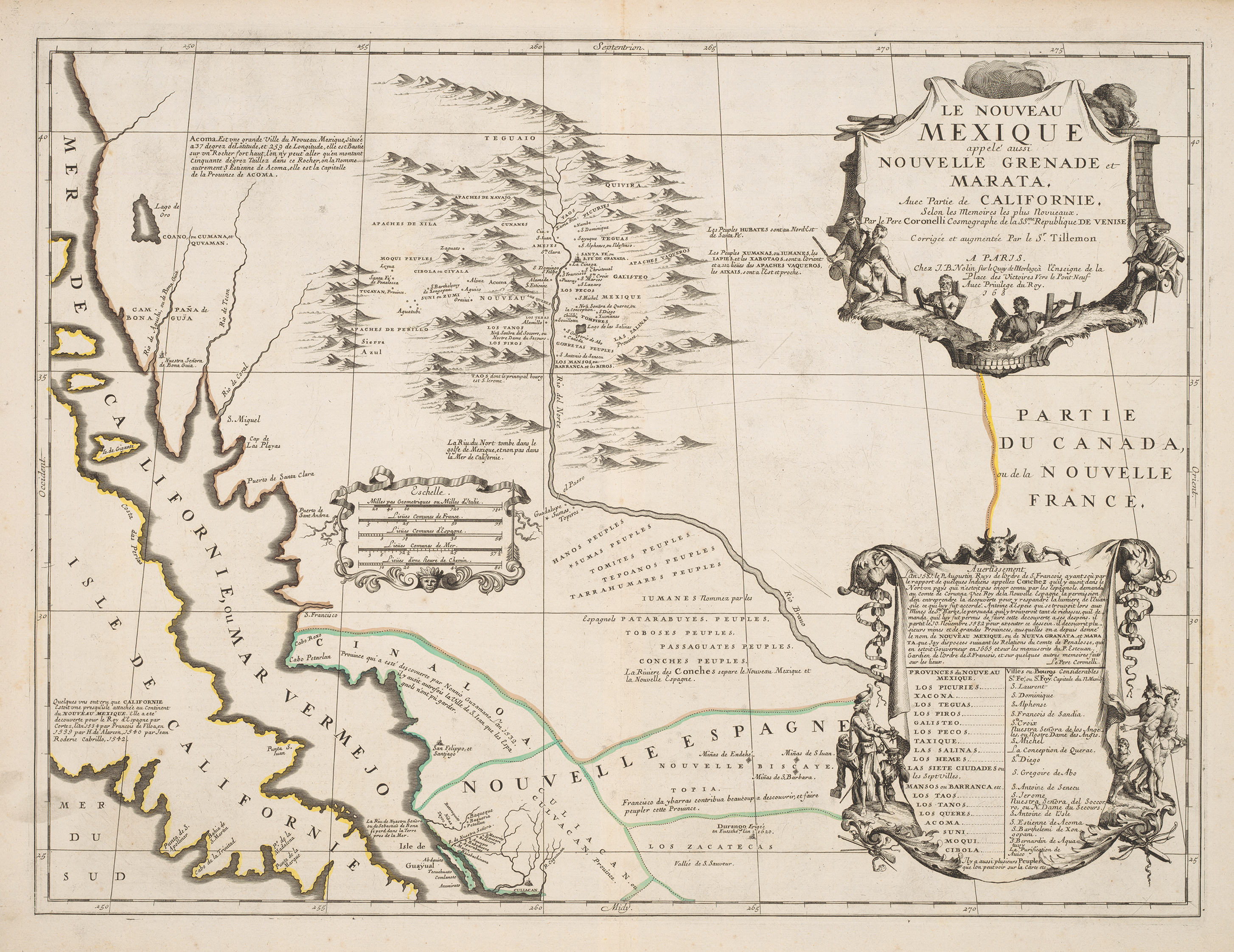
Mapa de Nuevo México en 1687.

1687 (MDCLXXXVII) fue un año común comenzado en miércoles, según el calendario gregoriano.

## Acontecimientos
- 9 de marzo: en la villa de Santafé de Bogotá (en la actual Colombia), a las 22:00 sucede durante 15 minutos el Tiempo del Ruido, un fragor fortísimo de origen desconocido acompañado de un fuerte olor a azufre, que genera pánico en los habitantes de la ciudad.
- 1 de agosto: en la Manzana Jesuítica de la ciudad de Córdoba (Argentina) Ignacio Duarte y Quirós funda el Real Colegio Convictorio de Nuestra Señora de Monserrat, actualmente Colegio Nacional de Monserrat, la que la Unesco en el año 2000 declarará Patrimonio Cultural de la Humanidad.
- 20 de octubre: en Lima (Perú), dos terremotos de 8,4 y 8,7 y un maremoto dejan un saldo de 5000 muertos.
- En la región del Petén (en la actual Guatemala) los españoles destruyen el pueblo Tayasal, finalizando la conquista de los mayas.
- En Inglaterra, Isaac Newton publica Philosophiae Naturalis Principia Mathematica.
- El odontólogo Charles Allen describe las técnicas quirúrgicas para realizar trasplantes dentales.

## Nacimientos
- Blas de Lezo, almirante español.